# Александровка (Быковский район)
Алекса́ндровка — село в Быковском районе Волгоградской области Российской Федерации, административный центр Александровского сельского поселения.

## География
Александровка расположена в заволжских степях Прикаспийской низменности, в 18 км восточнее райцентра Быково и реки Волга, высота над уровнем моря 46 м. В 7 км южнее села находится посёлок Красные Зори, в 8 км к западу — посёлок Светлый и в 9 км на север — село Ленинское Николаевского района.

## Население
| 2010 |
| ---- |
| 562  |

## Известные уроженцы, жители
В селе родился Николай Камитович Амбетов (1981 — 2000) — гвардии рядовой Вооружённых Сил Российской Федерации, участник антитеррористических операций в период Второй чеченской войны, погиб при исполнении служебных обязанностей во время боя 6-й роты 104-го гвардейского воздушно-десантного полка у высоты 776 в Шатойском районе Чечни.

## Инфраструктура
В селе действует средняя школа, отделение почты, Дом культуры; работает сельхозпредприятие АОЗТ «Александровское».